# سينتا إندونيسيا 100٪

شعار سينتا اندونيسيا 100٪

سينتا إندونيسيا 100٪ (بالعربية: حب إندونيسيا 100%) هي حملة أنطلقت في عام 2009م للترويج للعلامات التجارية والمنتجات الإندونيسية. على الرغم من أن الحملة كانت تهدف في البداية إلى برنامج توعية المستهلك للترويج للمنتجات والعلامات التجارية الإندونيسية، فقد تحولت الحملة إلى حركة اجتماعية لتقدير كل الإندونيسيين وحبهم، ليس فقط العلامات التجارية والمنتجات ولكن أيضًا الأطعمة والفنون والحرف والثقافة التقليدية والشعبية، والعديد من جوانب إندونيسيا.

## التاريخ
بدأت الحملة في عام 2009 من قبل وزارة التجارة ووزارة الاتصالات والإعلام بجمهورية إندونيسيا لتغيير مفهوم وعقلية الشعب الإندونيسي بأن المنتجات الإندونيسية أقل جودة من المنتجات المستوردة. تم إطلاق حملة "سينتا إندونيسيا" وإطلاق شعار "100 ٪ من قبل رئيس إندونيسا سوسيلو بامبانغ يودهويونو خلال افتتاح معرض الحرف اليدوية السنوي إناكرافت في مركز مؤتمرات جاكرتا يوم الأربعاء 22 أبريل 2009. وفقًا لرئيس الجمهورية فإن هدف الحملة هو تعبير عن زيادة التقدير وتعزيز الفخر باستخدام المنتجات الإندونيسية. تم تشجيع العلامات التجارية والمنتجات والخدمات الإندونيسية على وضع شعار "سينتا إندونيسيا 100٪" على عبوات منتجاتها ومواد ترويجها. الشعار مجاني للشركات الإندونيسية لاستخدامه. على الرغم من أنها تنتمي إلى حكومة إندونيسيا إلا أنها تعتبر ملكية عامة.

## الشعار
معاني شعار حملة 100 ٪ سينتا إندونيسيا:
- تمثل الألوان في الشعار ألوان الأرخبيل الإندونيسي. يمثل الأصفر الأرض والأزرق يمثل البحر. الأحمر والأبيض يمثلان الألوان الوطنية للعلم الإندونيسي. الأحمر يرمز إلى الشجاعة والأبيض يرمز إلى النقاء.
- كما ترمز الألوان إلى التنوع الإندونيسي والإبداع.
- كان المقصود من طباعة الحروف التي تتجاوز حدود اللون مستطيلة أن تنطوي على الإبداع وراء الخطوط، أو التفكير «خارج الصندوق» للتعبير عن أن إندونيسيا دولة إبداعية.
- إن الرسالة البسيطة الواردة في الشعار مفهومة بسهولة وعلى نطاق واسع الحدود الدولية للثقافات. يهدف الشعار إلى التعبير عن أن إندونيسيا تستحق الاعتراف بها كدولة متقدمة وخلاقة.
- المعاني الدولية للشعار: أن نعلن للعالم أن جميع الأعمال والفنون والعلامات التجارية والمنتجات التي تم صنعها تم إنشاؤها من حبنا بنسبة 100 ٪ كإندونيسيين. إن ما تم شراؤه واستخدامه والاستمتاع به وعرضه يعكس تقديرنا لثقافتنا وتقاليدنا وحبنا لبلدنا. كل ذلك باسم الحب لدولة إندونيسيا.
- المعاني المحلية للشعار: كتعبير عن الجهد المشترك لدعم بعضنا البعض في التصور الجماعي لبناء الهوية الإندونيسية كأمة خلاقة. حبنا 100 ٪ هو مطلق يتم التعبير عن كل شيء في ما نصنعه ونخلقه ونذوقه ونستخدمه. في قلوبنا دائما اندونيسيا.